# A Loyal Deserter
A Loyal Deserter è un cortometraggio muto del 1913 prodotto dalla Selig Polyscope. Il nome del regista non viene riportato nei crediti del film che venne distribuito in gennaio dalla General Film Company.

## Produzione
Il film fu prodotto dalla Selig Polyscope Company.

## Distribuzione
Distribuito dalla General Film Company, il film - un cortometraggio di una bobina - uscì nelle sale cinematografiche statunitensi il 1º gennaio 1913.